# Kwadendamme
Kwadendamme (51° 26′ N, 3° 53′ L) é uma cidade dos Países Baixos, na província de Zelândia. Kwadendamme pertence ao município de Borsele, e está situada a 20 km, a leste de Middelburg.
Em 2001, a cidade de Kwadendamme tinha 603 habitantes. A área urbana da cidade é de 0.16 km², e tem 263 residências. 
A área de Kwadendamme, que também inclui as partes periféricas da cidade, bem como a zona rural circundante, tem uma população estimada em 950 habitantes.